# Puchay
Puchay est une commune française située dans le département de l'Eure, en région Normandie.

## Géographie

### Description
Puchay est un village périurbain du Vexin normand jouxtant Lyons-la-Forêt, situé à 8 km à vol d'oiseau au nord-ouest d'Étrépagny, 14 km au nord-est des Andelys, 33 km au sud-est de Rouen et 21 km au sud-ouest de Gournay-en-Bray

### Communes limitrophes
Les communes limitrophes sont  Coudray, La Neuve-Grange, Lisors, Lyons-la-Forêt, Morgny, Nojeon-en-Vexin et Saussay-la-Campagne.

### Hydrographie
La commune est située dans le bassin Seine-Normandie. Le Fouillebroc, ruisseau affluent de la Lieure, et donc un sous-affluent de la Seine par l'Andelle, prend sa source au nord-ouest du territoire de la commune, au cœur de la forêt de Lyons,,.

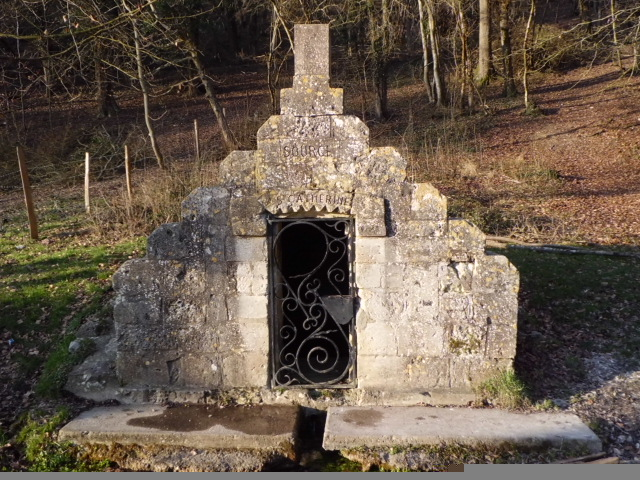
La source du Fouillebroc.
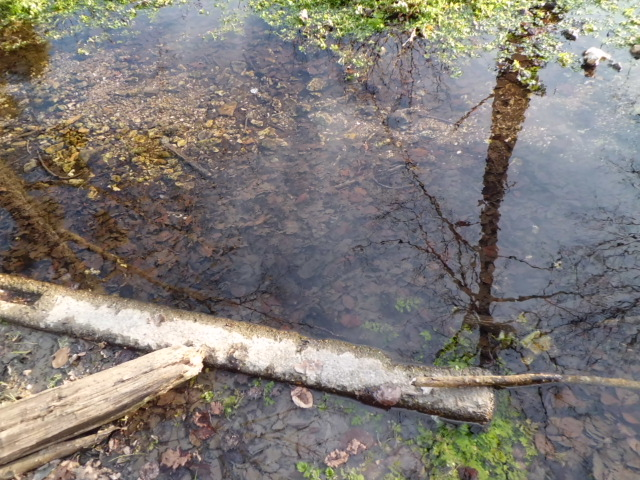
Le Fouillebroc à sa source

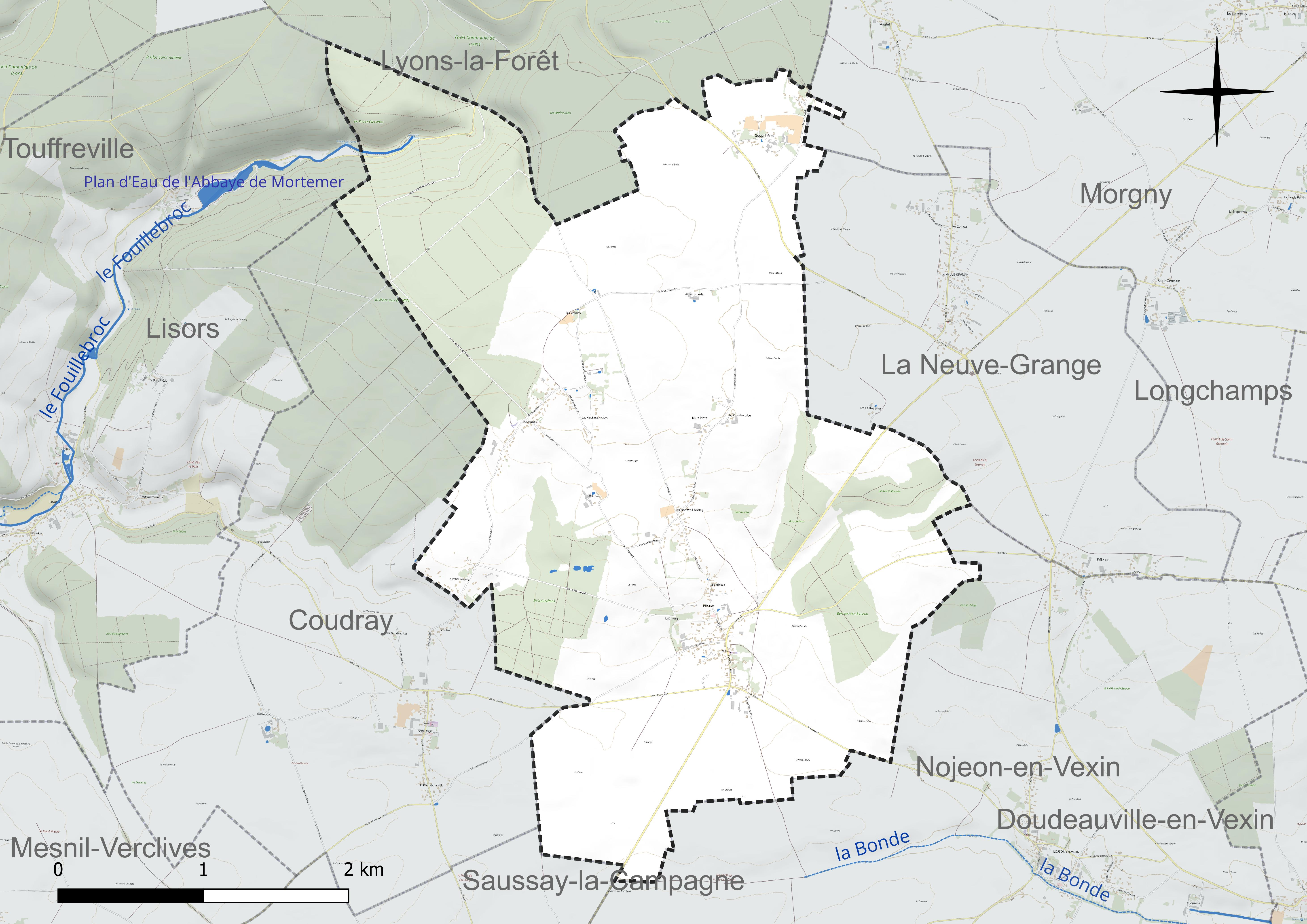
Réseau hydrographique de Puchay.

### Climat
Pour des articles plus généraux, voir Climat de la Normandie et Climat de l'Eure.
En 2010, le climat de la commune est de type climat océanique dégradé des plaines du Centre et du Nord, selon une étude du CNRS s'appuyant sur une série de données couvrant la période 1971-2000. En 2020, Météo-France publie une typologie des climats de la France métropolitaine dans laquelle la commune est exposée à un climat océanique et est dans la région climatique  Côtes de la Manche orientale, caractérisée par un faible ensoleillement (1 550 h/an) ; forte humidité de l’air (plus de 20 h/jour avec humidité relative > 80 % en hiver), vents forts fréquents. Parallèlement le GIEC normand, un groupe régional d’experts sur le climat, différencie quant à lui, dans une étude de 2020, trois grands types de climats pour la région Normandie, nuancés à une échelle plus fine par les facteurs géographiques locaux. La commune est, selon ce zonage, exposée à un « climat des plateaux abrités », correspondant aux plaines agricoles de l’Eure, avec une pluviométrie beaucoup plus faible que dans la plaine de Caen en raison du double effet d’abri provoqué par les collines du Bocage normand et par celles qui s’étendent sur un axe du Pays d'Auge au Perche.
Pour la période 1971-2000, la température annuelle moyenne est de 10,4 °C, avec  une amplitude thermique annuelle de 14 °C. Le cumul annuel moyen de précipitations est de 760 mm, avec 11,9 jours de précipitations en janvier et 8 jours en juillet. Pour la période 1991-2020, la température moyenne annuelle observée sur la station météorologique la plus proche, située sur la commune d'Étrépagny à 7 km à vol d'oiseau, est de 11,3 °C et le cumul annuel moyen de précipitations est de 774,0 mm,. Pour l'avenir, les paramètres climatiques de la commune estimés pour 2050 selon différents scénarios d’émission de gaz à effet de serre sont consultables sur un site dédié publié par Météo-France en novembre 2022.

## Urbanisme

### Typologie
Au 1er janvier 2024, Puchay est catégorisée commune rurale à habitat dispersé, selon la nouvelle grille communale de densité à 7 niveaux définie par l'Insee en 2022.
Elle est située hors unité urbaine. Par ailleurs la commune fait partie de l'aire d'attraction de Paris, dont elle est une commune de la couronne,. 

### Occupation des sols
L'occupation des sols de la commune, telle qu'elle ressort de la base de données européenne d’occupation biophysique des sols Corine Land Cover (CLC), est marquée par l'importance des territoires agricoles (71,7 % en 2018), une proportion identique à celle de 1990 (71,7 %). La répartition détaillée en 2018 est la suivante : 
terres arables (62,2 %), forêts (26 %), zones agricoles hétérogènes (7 %), prairies (2,4 %), zones urbanisées (2,3 %). L'évolution de l’occupation des sols de la commune et de ses infrastructures peut être observée sur les différentes représentations cartographiques du territoire : la carte de Cassini (XVIIIe siècle), la carte d'état-major (1820-1866) et les cartes ou photos aériennes de l'IGN pour la période actuelle (1950 à aujourd'hui).

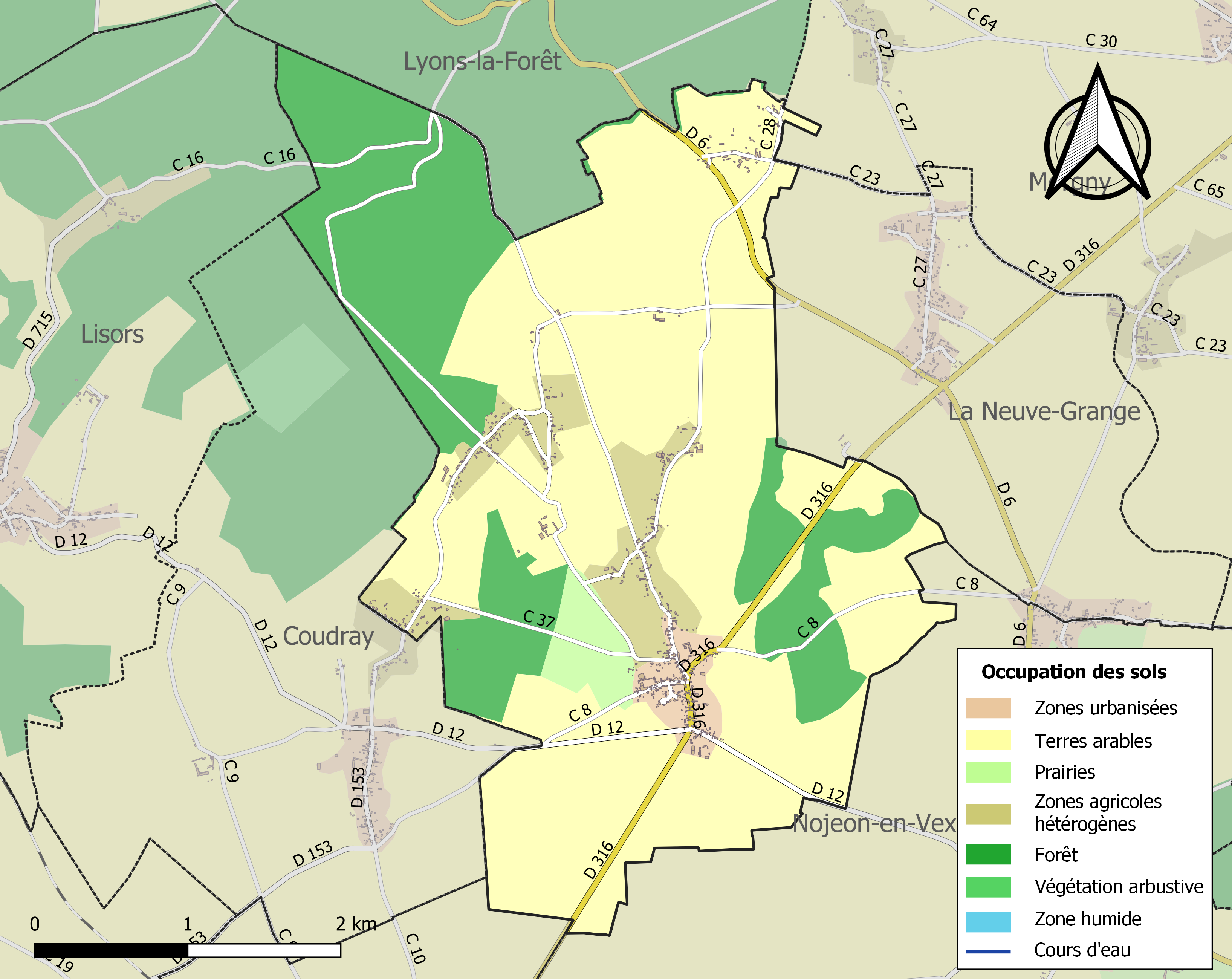
Carte des infrastructures et de l'occupation des sols de la commune en 2018 (CLC).

### Lieux-dits, hameaux et écarts
La commune compte trois hameaux, les Miclais, les Mesnils et les Hautes Landes.

### Habitat et logement
En 2018, le nombre total de logements dans la commune était de 306, alors qu'il était de 289 en 2013 et de 266 en 2008.
Parmi ces logements, 78 % étaient des résidences principales, 17,3 % des résidences secondaires et 4,7 % des logements vacants. Ces logements étaient en totalité  des maisons individuelles.
Le tableau ci-dessous présente la typologie des logements à Puchay en 2018 en comparaison avec celle de l'Eure et de la France entière. Une caractéristique marquante du parc de logements est ainsi une proportion de résidences secondaires et logements occasionnels (17,3 %) supérieure à celle du département (6,3 %) et à celle de la France entière (9,7 %). Concernant le statut d'occupation de ces logements, 86,3 % des habitants de la commune sont propriétaires de leur logement (86 % en 2013), contre 65,3 % pour l'Eure et 57,5 % pour la France entière.
| Typologie                                               | Puchey | Eure | France entière |
| ------------------------------------------------------- | ------ | ---- | -------------- |
| Résidences principales (en %)                           | 78     | 85,4 | 82,1           |
| Résidences secondaires et logements occasionnels (en %) | 17,3   | 6,3  | 9,7            |
| Logements vacants (en %)                                | 4,7    | 8,3  | 8,2            |

## Toponymie
Le nom de la localité est attesté sous les formes Puceium en 778 (Neustria pia), Pulceid vers 1040 et 1066 (Archives de la Seine-Inférieure 55 H), Pucei et Pucheium en 1214 (cartulaire de Saint-Amand), Pucheum en 1238 (cartulaire de Saint-Taurin), Puchoy en 1327 (Trésor des chartes), Puches et Puchez en 1454 (dict. de Brussel), Puche en 1728 (journ. du curé de Vaurouy), Puchey en 1754 (Dict. des postes), Puchy en 1801.

## Politique et administration

### Rattachements administratifs et électoraux

#### Rattachements administratifs
La commune se trouve dans l'arrondissement des Andelys du département de l'Eure.
Elle faisait partie depuis 1802 du canton d'Étrépagny. Dans le cadre du redécoupage cantonal de 2014 en France, cette circonscription administrative territoriale a disparu, et le canton n'est plus qu'une circonscription électorale.

#### Rattachements électoraux
Pour les élections départementales, la commune fait partie depuis 2014 du canton  de Gisors
Pour l'élection des députés, elle fait partie de la cinquième circonscription de l'Eure.

### Intercommunalité
Puchay était membre de la communauté de communes du canton d'Étrépagny, un établissement public de coopération intercommunale (EPCI) à fiscalité propre créé fin  1996  et auquel la commune avait transféré un certain nombre de ses compétences, dans les conditions déterminées par le code général des collectivités territoriales.
Dans le cadre des dispositions de la loi portant nouvelle organisation territoriale de la République du 7 août 2015, qui prévoit que les établissements publics de coopération intercommunale (EPCI) à fiscalité propre doivent avoir un minimum de 15 000 habitants, cette intercommunalité a fusionné avec sa voisine pour former, le 1er janvier 2017, la communauté  de communes du Vexin Normand, dont est désormais membre la commune.

### Liste des maires
| Période                                  | Période                    | Identité        | Étiquette | Qualité                                        |
| ---------------------------------------- | -------------------------- | --------------- | --------- | ---------------------------------------------- |
| Les données manquantes sont à compléter. |                            |                 |           |                                                |
|                                          |                            |                 |           |                                                |
|                                          | 1989                       | Georges Lecoeur |           |                                                |
| 1989                                     | mai 2014                   | Henri Loerch    |           | Commercial pour la Tuilerie Bérard et Jacob    |
| mars 2014                                | En cours (au 28 mars 2023) | Thierry Mabyre  | SE        | Agent technique Réélu pour le mandat 2020-2026 |

## Équipements et services publics

### Enseignement
Les enfants de la commune sont scolarisés avec ceux de Coudray et de  Nojeon-en-Vexin dans le cadre d'un Regroupement pédagogique intercommunal (RPI). L'école de Puchay accueille la grande section de maternelle et le cours préparatoire.

## Population et société

### Démographie
L'évolution du nombre d'habitants est connue à travers les recensements de la population effectués dans la commune depuis 1793. Pour les communes de moins de 10 000 habitants, une enquête de recensement portant sur toute la population est réalisée tous les cinq ans, les populations de référence des années intermédiaires étant quant à elles estimées par interpolation ou extrapolation. Pour la commune, le premier recensement exhaustif entrant dans le cadre du nouveau dispositif a été réalisé en 2006.

En 2022, la commune comptait 609 habitants, en évolution de −1,77 % par rapport à 2016 (Eure : −0,25 %, France hors Mayotte : +2,11 %).
| 1793 | 1800 | 1806 | 1821 | 1831 | 1836 | 1841 | 1846 | 1851 |
| ---- | ---- | ---- | ---- | ---- | ---- | ---- | ---- | ---- |
| 900  | 932  | 903  | 940  | 998  | 854  | 802  | 389  | 801  |

| 1856 | 1861 | 1866 | 1872 | 1876 | 1881 | 1886 | 1891 | 1896 |
| ---- | ---- | ---- | ---- | ---- | ---- | ---- | ---- | ---- |
| 764  | 732  | 704  | 665  | 652  | 601  | 568  | 570  | 544  |

| 1901 | 1906 | 1911 | 1921 | 1926 | 1931 | 1936 | 1946 | 1954 |
| ---- | ---- | ---- | ---- | ---- | ---- | ---- | ---- | ---- |
| 546  | 526  | 517  | 449  | 405  | 415  | 406  | 416  | 405  |

| 1962 | 1968 | 1975 | 1982 | 1990 | 1999 | 2006 | 2011 | 2016 |
| ---- | ---- | ---- | ---- | ---- | ---- | ---- | ---- | ---- |
| 407  | 383  | 405  | 451  | 380  | 407  | 530  | 571  | 620  |

| 2021 | 2022 | - | - | - | - | - | - | - |
| ---- | ---- | - | - | - | - | - | - | - |
| 624  | 609  | - | - | - | - | - | - | - |

### Vie associative
L'association des Amis du Temps Libre de Puchay célèbre en 2019 ses trente ans d'activité au service de l'animation du village.

## Culture locale et patrimoine

### Lieux et monuments
La commune de Puchay compte un édifice inscrit au titre des monuments historiques :
- l'église Notre-Dame-Saint-Julien (XVe et XVIe),  Inscrit MH (1926)[24].

Deux édifices sont inscrits à l'inventaire général du patrimoine culturel :
- un manoir des XIVe, XVIe et XVIIIe siècles[25] ;
- une croix monumentale du XIXe siècle au lieu-dit les Basses-Landes[26].

Le manoir abbatial du XIVe siècle, 1 rue de l'Église, est occupé par la galerie des Curiosités Larraincy, personnage de fiction aventurier et érudit du XIXe siècle où sont réunies des collections dans l’esprit de la scénographie des cabinets de curiosités qdu XVIIIe siècle et qui sont à l’origine de la muséographie moderne. Ce lieu accueille de nombreuses animations et expositions... Une salle est aménagée en bibliothèque.

### Site naturel
L'ensemble formé par l'église, la place de l'Église, les bâtiments de l'ancienne abbaye et le tronçon du chemin vicinal ordinaire de Puchay aux Brissets au droit de ces bâtiments est un site naturel inscrit  Site inscrit (1943).

### Personnalités liées à la commune
- Robert Litez-Tiverval  (1884-1979) et sa femme Louise (1884-1966), reconnus Justes parmi les nations en 2021 pour, durant la Seconde Guerre mondiale, avoir hébergés et sauvés trois enfants juifs de la barbarie nazie :  Samuel Chaimovitch, son frère Albert et Charles Mularz, lorsqu'ils habitaient aux « Mesnils » à Puchay[32],[33].

## Pour approfondir